# NK Mons Claudius
Nogometni klub Mons Claudius , thường hay gọi NK Mons Claudius hoặc đơn giản Mons Claudius, là một câu lạc bộ bóng đá Slovenia đến từ Rogatec. Câu lạc bộ được thành lập năm 1992.

## Lịch sử câu lạc bộ
Lịch sử bóng đá ở Rogatec trở lại về năm 1938, khi câu lạc bộ có tên NK Bratstvo được thành lập. Năm 1975, NK Bratstvo đứng nhất giải khu vực Celje, nằm ở hạng sáu của hệ thống giải bóng đá Nam Tư. Sau khi Nam Tư tan rã, câu lạc bộ đổi tên thành NK Mons Claudius năm 1992. Kể từ đó, câu lạc bộ luôn thi đấu ở các hạng dưới từ Regional League của Styria đến Giải bóng đá hạng ba quốc gia Slovenia.

## Lịch sử thi đấu
| Mùa giải  | Giải vô địch                | Thứ hạng                    |
| --------- | --------------------------- | --------------------------- |
| 1992-96   | Không tham gia giải đấu nào | Không tham gia giải đấu nào |
| 1996-97   | MNZ Celje (cấp độ 4)        | thứ 6                       |
| 1997-98   | MNZ Celje (cấp độ 4)        | thứ 2                       |
| 1998-99   | 3. SNL - Bắc                | thứ 12                      |
| 1999-2000 | 3. SNL - Bắc                | thứ 10                      |
| 2000-01   | 3. SNL - Bắc                | thứ 6                       |
| 2001-02   | 3. SNL - Bắc                | thứ 2                       |
| 2002-03   | 3. SNL - Bắc                | thứ 14                      |
| 2003-04   | MNZ Celje (cấp độ 4)        | thứ 3                       |
| 2004-05   | Styrian League (cấp độ 4)   | thứ 5                       |
| 2005-06   | Styrian League (cấp độ 4)   | thứ 6                       |
| 2006-07   | Styrian League (cấp độ 4)   | thứ 11                      |
| 2007-08   | Styrian League (cấp độ 4)   | thứ 2                       |
| 2008-09   | 3. SNL - Đông               | thứ 12                      |
| 2009-10   | 3. SNL - Đông               | thứ 14                      |
| 2010-11   | Styrian League (cấp độ 4)   | thứ 14                      |
| 2011-12   | MNZ Celje (cấp độ 5)        | thứ 3                       |
| 2012-13   | MNZ Celje (cấp độ 5)        | thứ 2                       |
| 2013-14   | Styrian League (cấp độ 4)   | thứ 5                       |
| 2014-15   | 3. SNL - Bắc                | thứ 8                       |
| 2015-16   | 3. SNL - Bắc                | thứ 7                       |
| 2016-17   | 3. SNL - Bắc                | thứ 6                       |
| 2017-18   | 3. SNL - Bắc                | thứ 9                       |
| 2018-19   | 3. SNL - Bắc                | thứ 10                      |

1. ↑  Transferred to a newly established Styrian League.
2. ↑  Withdrew during the season.